# Furesø
La commune de Furesø est une commune danoise de la région Hovedstaden.

## Géographie
La localité de Furesø est située à une quinzaine de kilomètres au Nord de Copenhague.
La population de la commune s'élevait lors du recensement de la population en 2007 à 37 624 habitants alors que sa superficie totale est de 55,68 km2.
La commune est traversée par la rivière Mølleåen et jouxte le lac Furesø qui est une réserve naturelle inscrite au réseau Natura 2000.

## Histoire
La commune de Furesø est le résultat du rassemblement des deux communes de :
- Farum ;
- Værløse où se situait une base aérienne.